# Mensa vescovile
L'espressione mensa vescovile indica l'insieme dei beni a disposizione di una diocesi cattolica per garantire una rendita sufficiente al mantenimento del vescovo, della sua residenza e della curia diocesana.
Si tratta di un istituto regolamentato dal diritto canonico rimasto in vigore in tutte le diocesi italiane, anche dopo le leggi eversive del 1866 che esentarono le mense vescovili dal passaggio forzato dei beni ecclesiastici allo Stato.
Con l'accordo di revisione del Concordato (1984), i beni delle mense confluirono negli Istituti diocesani per il sostentamento del clero, che assunsero pertanto la proprietà dei beni suddetti.
Distinto dalla mensa vescovile era l'istituto del beneficio capitolare, da cui si traeva il reddito per i canonici della cattedrale o delle collegiate; anch'esso, comunque, è stato soppresso e i beni sono confluiti negli istituti diocesani per il sostentamento del clero.
Nei secoli passati, in certe Abbazie (specialmente se date in commenda) esisteva la mensa abbaziale per il mantenimento dell'Abate (spesso non residente).